# حركية الجراثيم
حركية الجراثيم هي قدرة الجراثيم على التحرك بشكل مستقل باستخدام الطاقة الأيضية. تطورت معظم آليات الحركة بالتوازي بين الجراثيم والعتائق. يمكن لمعظم الجراثيم ذات الشكل العصوي التحرك باستخدام طاقتها الخاصة، ما يسمح لها باستعمار بيئات جديدة وإيجاد موارد للبقاء على قيد الحياة. تعتمد الحركة الجرثومية على خصائص الوسط، وتعتمد أيضًا على استخدام زوائد مختلفة للدفع. تُنفذ الحركة الاحتشادية والسباحة من خلال سوط دوار. وفي حين أن الحركة الاحتشادية حركة ثنائية البعد تنفذها خلايا متعددة على سطح وتتطلب وجود مؤثر سطحي (منشط السطح)، فإن السباحة هي حركة الخلايا المفردة في البيئات السائلة.
تشمل أنواع الحركة الأخرى التي تحدث على الأسطح الصلبة النفضان (الارتعاش) والانزلاق والانزياح، ولا تعتمد هذه الانماط على السياط. تنشأ حركة النفضان من الامتداد والتعلق بالسطح والسحب من خلال النوع الرابع من الأشعار (الأهداب) فتنسحب الخلية إلى الأمام بطريقة مشابهة لعمل الكلّاب، ما يوفر الطاقة لتحريك الخلية إلى الأمام. يعتمد الانزلاق على مركّبات حركية مختلفة، مثل مركبّات الالتصاق البؤري للمكورات المخاطية. بخلاف حركتي النفضان والانزلاق، وهما حركتان فاعلتان إذ تُولد القوة الدافعة بواسطة الخلية المفردة، فإن الانزياح حركة سلبية. يعتمد على القوة الدافعة التي يولدها مجتمع الخلايا بسبب القوى التوسعية الناجمة عن نمو الخلايا داخل المستعمرة، بوجود مواد خافضة للتوتر السطحي، تقلل من الاحتكاك بين الخلايا والسطح. تكون الحركة الكلية للجراثيم نتيجة لأطوار متناوبة من السباحة والتعثر. ونتيجة لذلك، فإن مسار الجراثيم التي تسبح في بيئة واحدة سيشكل تقدمًا عشوائيًا مكونًا من سباحة مستقيمة نسبيًا تقطعها فترات تعثر عشوائية تعيد توجيه الجراثيم.
يمكن للجراثيم أيضًا أن تتحرك بالانجذاب، وهو القدرة على التحرك نحو محفزات معينة في البيئة أو بعيدًا عنها. في الانجذاب الكيميائي، تستجيب الحركة الكلية للجراثيم لوجود مدروجات كيميائية. في الانجذاب الضوئي، يمكن للجراثيم التحرك نحو الضوء أو بعيدًا عنه. يكون هذا مفيدًا بشكل خاص للجراثيم الزرقاء، التي تستخدم الضوء في عملية التركيب الضوئي. وبالمثل، توجه الجراثيم الممغنطة حركتها بالمجال المغناطيسي للأرض. لدى بعض الجراثيم استجابات هروب تسمح لها بالتراجع بعيدًا عن المحفزات المؤذية أو القاتلة. يختلف هذا اختلافًا جوهريًا عن الملاحة أو الاستكشاف، لأن أوقات الاستجابة يجب أن تكون سريعة. تتحقق استجابات الهروب من خلال ظواهر تشبه جهد الفعل (كمون العمل)، ولوحظت في الأغشية الحيوية وكذلك في الخلايا المفردة مثل الجراثيم الموصلة.
يوجد حاليًا اهتمام بتطوير كائنات حيوية مجهرية هجينة سبّاحة، مكونة من جزء بيولوجي وجزء مُعدل وراثيًا من قبل البشر، مثل الجراثيم السبّاحة المعدلة لنقل حمولة ما.

## خلفية
في عام 1828، اكتشف عالم الأحياء البريطاني روبرت براون حركة الاهتزاز المستمرة لحبوب اللقاح في الماء ووصف اكتشافه في مقالته «وصف موجز للملاحظات المجهرية ...»، ما أدى إلى مناقشة علمية موسعة حول أصل هذه الحركة. لم يُحل هذا اللغز إلا في عام 1905، عندما نشر ألبرت أينشتاين مقالته الشهيرة بعنوان «عن حركة الجسيمات الصغيرة المعلقة في سائل ساكن التي تقتضيها النظرية الحركية الجزيئية للحرارة». لم يستنتج أينشتاين انتشار الجسيمات العالقة في السوائل الساكنة فحسب، بل اقترح أيضًا أن هذه النتائج يمكن استخدامها لتحديد حجم الجسيمات، بمعنى آخر، كان أول عالم جريان دقيق في العالم.
منذ أن وضع نيوتن معادلاته المتعلقة بالحركة، ظهر لغز الحركة على المقياس المجهري بشكل متكرر في التاريخ العلمي، وهو ما يتضح في مقالتين شهيرتين يجب مناقشتهما بإيجاز. أولًا، هناك مفهوم أساسي، نشره أوزبورن رينولدز، وهو أن الأهمية النسبية للقصور الذاتي واللزوجة لحركة السائل تعتمد على تفاصيل معينة من النظام المُراقب. يحدد رقم رينولدز، الذي سمي نسبة إليه، هذه المقارنة على هيئة نسبة لا بعدية للقوى اللزجة والمميزة بالقصور الذاتي:
{\displaystyle \mathrm {Re} ={\frac {\rho ul}{\mu }}}
هنا، تمثل ρ كثافة السائل. وتمثل u السرعة المميزة للنظام (على سبيل المثال، سرعة جسيم سابح)؛ l هو مقياس طول مميز (على سبيل المثال، قياس الجسيم السابح)؛ μ هو لزوجة السائل. إذا أخذنا الماء مثالًا عن السائل المعلق، وباستخدام قيم للسرعة المميزة u محددة تجريبيًا، يمكن استنتاج أن القصور الذاتي مهم لدى الكائنات السبّاحة العِيانية مثل الأسماك (Re = 100)، في حين تهيمن اللزوجة على حركة الكائنات السبّاحة المجهرية مثل الجراثيم (Re = 10−4).
للأهمية الكبيرة للزوجة في السباحة على المقياس المجهري آثار عميقة على استراتيجية السباحة. نوقش هذا بشكل بارز من قبل إدوارد بورسيل، الذي دعا القارئ إلى دخول عالم الكائنات الحية الدقيقة ودرس نظريًا ظروف حركتها. في المقام الأول، غالبًا ما تتضمن استراتيجيات الدفع للكائنات السابحة على نطاق واسع نقل الزخم إلى السائل المحيط في أحداث منفصلة دورية، مثل إطلاق الدوامة، والسباحة بين هذه الأحداث من خلال القصور الذاتي. لا يمكن أن يكون هذا فعالًا على نطاق مجهري مثل الجراثيم: بسبب التخميد اللزج الكبير، فإن وقت السباحة بالقصور الذاتي لجسم بحجم ميكرون هو في حدود 1 ميكرون. تبلغ المسافة الساحلية للكائنات الحية الدقيقة التي تتحرك بسرعة نموذجية حوالي 0.1 أنغستروم. وخلص بورسيل إلى أن القوى التي تمارس في الوقت الحاضر على جسم مجهري هي فقط التي تساهم في دفعه، لذلك فإن طريقة تحويل الطاقة المستمرة ضرورية.
حسّنت الكائنات الحية الدقيقة عملية الأيض لإنتاج الطاقة بشكل مستمر، في حين يجب على الكائنات السبّاحة الدقيقة الاصطناعية البحتة الحصول على الطاقة من البيئة، نظرًا إلى أن قدرتها على التخزين على متنها محدودة للغاية. ومن نتائج التبديد المستمر للطاقة، لا تستطيع الكائنات السبّاحة الدقيقة البيولوجية والاصطناعية قوانين الفيزياء الإحصائية التوازنية، ويحتاجون إلى وصفهم بديناميكيات عدم التوازن. رياضيًا، استكشف بورسيل الآثار المترتبة على انخفاض عدد رينولدز من خلال أخذ معادلة نافييه-ستوكس والتخلص من شروط القصور الذاتي:
{\displaystyle {\begin{aligned}\mu \nabla ^{2}\mathbf {u} -{\boldsymbol {\nabla }}p&={\boldsymbol {0}}\\\end{aligned}}}
حيث u هي سرعة السائل وهو▽ρ هو تدرج الضغط. ووفق ملاحظات بورسيل، فإن المعادلة الناتجة - معادلة ستوكس - لا تعتمد بشكل واضح على الوقت. لهذا بعض العواقب المهمة على كيفية سباحة الجسم المعلق (على سبيل المثال، الجراثيم) من خلال الحركات الميكانيكية الدورية أو التشوهات (على سبيل المثال، من السوط). أولًا، معدل الحركة لا يرتبط عمليًا بحركة السباح الصغير والسائل المحيط: تغيير معدل الحركة سيغير حجم سرعات السائل والسباح الصغير، لكنه لن يغير نمط تدفق السوائل. ثانيًا، عكس اتجاه الحركة الميكانيكية سيؤدي ببساطة إلى عكس جميع السرعات في النظام. هذه الخصائص لمعادلة ستوكس تحد بشدة من نطاق استراتيجيات السباحة الممكنة.